# فرهنگ شرح‌های حافظ
فرهنگ شرحهای حافظ کتابی از بهادر باقری است که در آن نویسنده فهرستی از تمام شرح‌هایی که بر شعر حافظ نوشته شده ارائه داده‌است. این کتاب، در اصل، رسالهٔ دکتریِ مؤلف در دانشگاه تربیت مدرس است و از منابع مهم حافظ‌پژوهی به شمار می‌آید. این اثر برندهٔ کتاب سال حافظ شد.